# POWER1

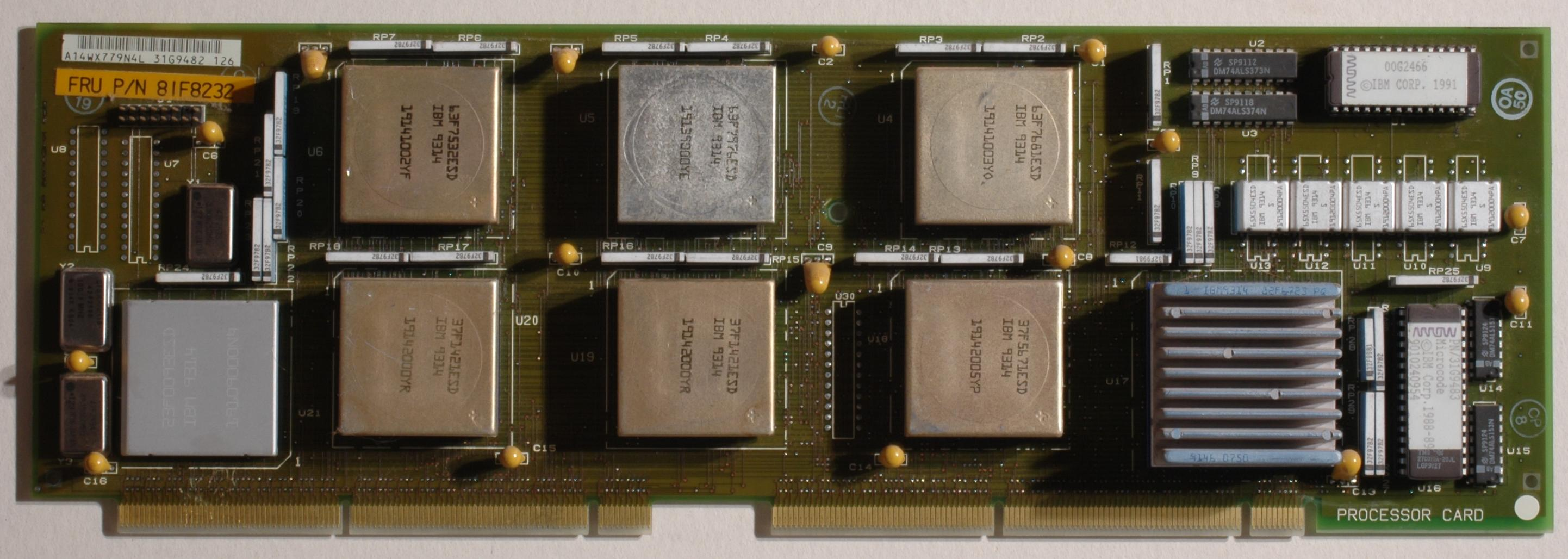
Una CPU POWER da una workstation RS/6000 32H

Il POWER1 era un processore RISC a 32 bit prodotto da IBM. Fu il primo processore ad implementare l'instruction set POWER e venne presentato nel 1990 come CPU della linea RISC System/6000, in seguito rinominata RS/6000. Inizialmente il processore era chiamato RIOS o RIOS I.

## Caratteristiche

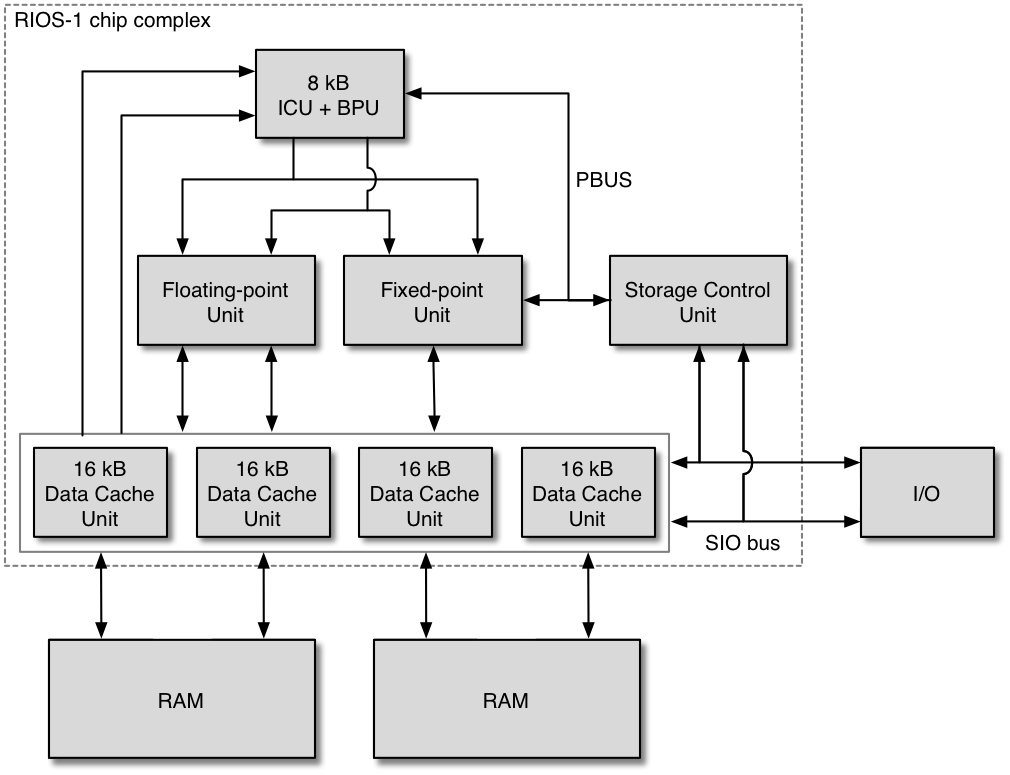
Schema dei chip che componevano il processore RIOS-1. Ogni linea rappresenta un bus a 32-bit.

Il processore era basato su 11 integrati discreti che componevano le unità funzionali. Gli integrati erano la cache istruzioni, l'unità di esecuzione dei numeri interi, l'unità di esecuzione dei numeri in virgola mobile, quattro integrati per la cache dati, l'unità di memorizzazione, due unità di input/output e il clock. Il processore era dotato di una cache dati da 8 KB e una cache istruzioni da 32 o 64 KB a seconda del modello. Il processore nel suo complesso generava 30 MIPS e utilizzava 800.000 transistor.